# Холлоуэй, Дилан
Дилан Холлоуэй (англ. Dylan Holloway; род. 23 сентября 2001, Калгари, Альберта) — канадский хоккеист, нападающий клуба национальной хоккейной лиги «Эдмонтон Ойлерз» (2021—2024) и «Сент-Луис Блюз» (с 2024 года).

## Биография
Дилан родился 23 сентября 2001 года в Калгари, в Канаде.

## Клубная карьера

### Молодёжная карьера
Начиная с сезона 2016/17 годов, Холлоуэй провел три сезона в составе «Окотокс Ойлерз» из Юношеской хоккейной лиги Альберты (AJHL), заняв второе место в лиге, забив 40 голов и набрав 88 очков в 53 играх в сезоне 2018/19 годов.
Холлоуэй два сезона отыграл в студенческий хоккей за «Висконсин Бэджерс», входивший в «Большую десятку» конференции NCAA. В своём втором сезоне за «Бэджерс» Холлоуэй забил 11 голов и отдал 24 результативные передачи в 23 матчах, заняв пятое место в рейтинге результативности NCAA и четвертое по количеству очков за игру.
6 октября 2020 года на драфте НХЛ 2020 года Холлоуэй был выбран «Эдмонтон Ойлерз» под общим 14-м номером.
16 апреля 2021 года Холлоуэй решил завершить карьеру за команду из колледжа и подписал трехлетний контракт с «Эдмонтон Ойлерз».

### Профессиональная карьера
В марте 2021 года Холлоуэй перенес операцию на запястье, за которой последовала другая операция на том же запястье в сентябре 2021 года, потребовавшая не менее трех месяцев восстановления. После хирургического вмешательства и перенесенного приступа COVID-19 хоккеист, наконец, в январе 2022 года получил медицинское разрешение на игру. Сезон 2021/22 года Холлоуэй провел в Американской хоккейной лиге в составе клуба «Бейкерсфилд Кондорс», забив 8 голов и отдав 14 результативных передач в 33 матчах регулярного чемпионата, а затем забил еще 2 гола и отдал 2 результативные передачи в 4 матчах плей-офф Кубка Колдера 2022 года.
6 июня 2022 года Холлоуэй дебютировал в НХЛ за «Эдмонтон Ойлерз» в четвёртом матче финала Западной конференции 2022 года против «Колорадо Эвеланш». Дилан был вызван в сборную после дисквалификации форварда «Ойлерз» Эвандера Кейна и травмы другого игрока регулярного чемпионата, Кайлера Ямамото. «Эдмонтон Ойлерз», проиграв три матча, проиграли и этот со счетом 6:5, выбыв из розыгрыша.
26 ноября 2022 года Холлоуэй забил свой первый гол в НХЛ в матче против «Нью-Йорк Рейнджерс» и таким образом внёс в клад в общую победу 4:3.
13 августа 2024 года Холлоуэй получил предложение от «Сент-Луис Блюз» сроком на 2 года и с зарплатой по 2,29 миллиона долларов в год. 20 августа контракт был официально подписан. В качестве компенсации «Эдмонтон Ойлерз» был предоставлен выбор в 3-м раунде драфта.

## Карьера в сборной
С 2017 по 2019 годы Холлоуэй вызывался в юношеские сборные Канады. Вместе со сборной в 2018 году стал победителем Кубка Глинки/Грецки среди хоккеистов до 18 лет.
В декабре 2020 года был приглашён в молодёжную сборную Канады для участия в Чемпионате мира 2021 года среди молодёжных команд. Отыграл 6 матчей, забил одну шайбу и сделал 1 результативную передачу, а команда на том турнире завоевала серебряные медали.